# Herminonen
Die Herminonen (lateinisch Herminones) waren eine Gruppe germanischer Stämme. Der Name wird nur von drei antiken Autoren des 1. Jahrhunderts n. Chr. überliefert, Tacitus, Plinius und Pomponius Mela.

## Historische Berichte
Tacitus berichtet über die mythische Abstammung der Germanen:

„Manno tris filios assignant, e quorum nominibus proximi Oceano Ingaevones, medii Herminones, ceteri Istaevones vocentur“

„… dem Mannus schreiben sie drei Söhne zu, nach deren Namen die dem Ozean Nächsten Ingävonen, die in der Mitte Herminonen, die übrigen Istävonen genannt sein sollen“

Diese Lokalisierung der Herminonen wird auch von der Angabe bei Plinius gedeckt:

„mediterranei Hermiones, quorum Suebi, Hermunduri, Chatti, Cherusci“

„in der Mitte wohnen die Hermionen, zu denen die Sueben, Hermunduren, Chatten und Cherusker gehören“

Etwas abweichend lautet die geographische Einordnung bei Pomponius Mela:

„ultra ultimi Germaniae Hermiones“

„jenseits die Herminonen als die Äußersten in Germanien“

Ob die Angabe Melas deswegen auch „unrichtig“ ist, bleibt jedoch offen; es scheint nämlich vom Kontext her möglich, dass über die Herminonen hinaus noch andere Stämme wohnen.

## Name
Die Namensüberlieferung schwankt in den Quellen zwischen Herminones oder Hermiones bei Tacitus und Hermiones in den anderen Quellen. Da die bei Tacitus gebotenen drei Namen untereinander durch Stabreim verbunden sind, ist dem anlautenden H- keine sprachwirkliche Bedeutung zuzuschreiben, sondern bloß eine graphische. Die Form Hermiones (ohne das erste n) ist als Verderbnis zu erklären, die entweder durch den Anschluss an Namen wie lat.-gr. Hermione oder in der Abschrift mechanisch (durch Ausfall eines als Abkürzungsstrich geschriebenen n, also Hermīones [= Herminones] → Hermiones) entstanden ist. Die zu postulierende Form germanisch *Erminones ist eine Ableitung mit germanischem n-Suffix in individualisierender Funktion vom urgermanischen Adjektiv *ermina- ‚allgemein, umfassend, gesamt, gewaltig’ (→ althochdeutsch, altsächsisch irmin-, altenglisch eormen, altisländisch iǫrmun-), so dass die Bedeutung des Namens als ‚die Großen, die Gewaltigen, die Allverbündeten’ anzusetzen ist. Der Name könnte also zur Bezeichnung eines Zusammenschlusses mehrerer Stämme gedient haben. Zu denken ist auch an den Namen des altsächsischen Heiligtums Irminsul.